# Jan Szlachta (duchowny)

ks. Jan Szlachta

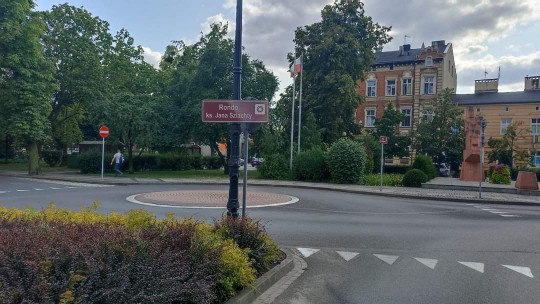
Rondo we Wrześni

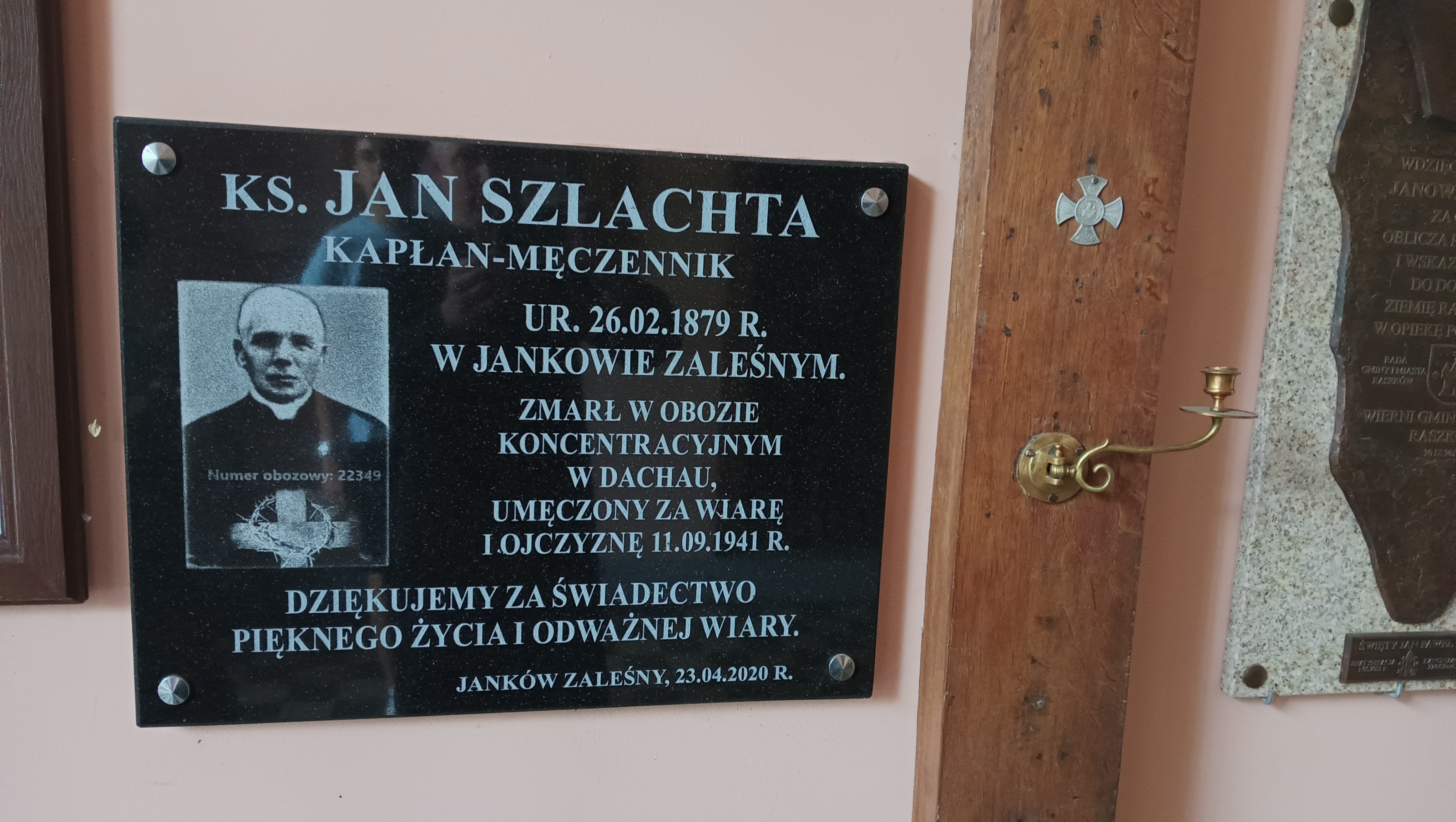
Kościół w Jankowie Zaleśnym

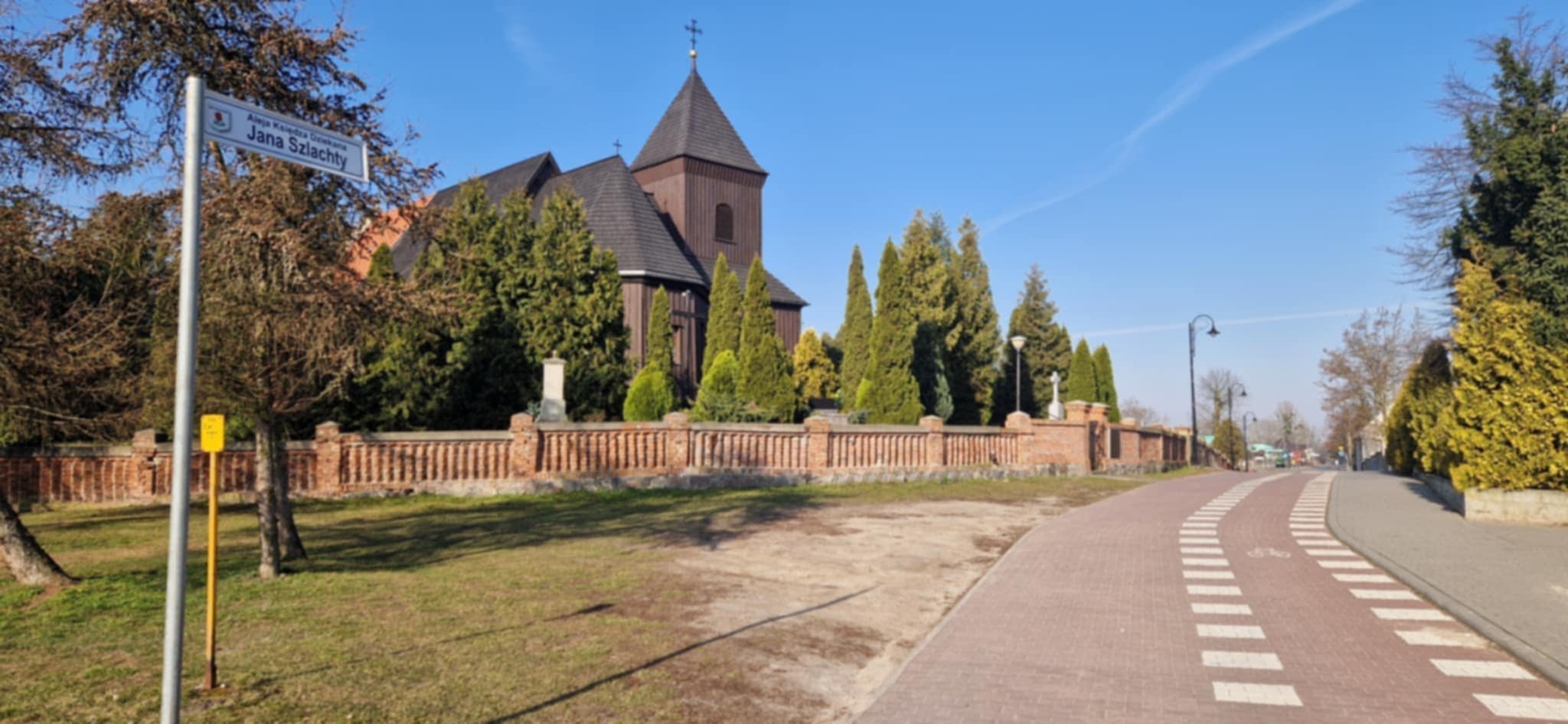
Aleja Dziekana Szlachty w Niechanowie

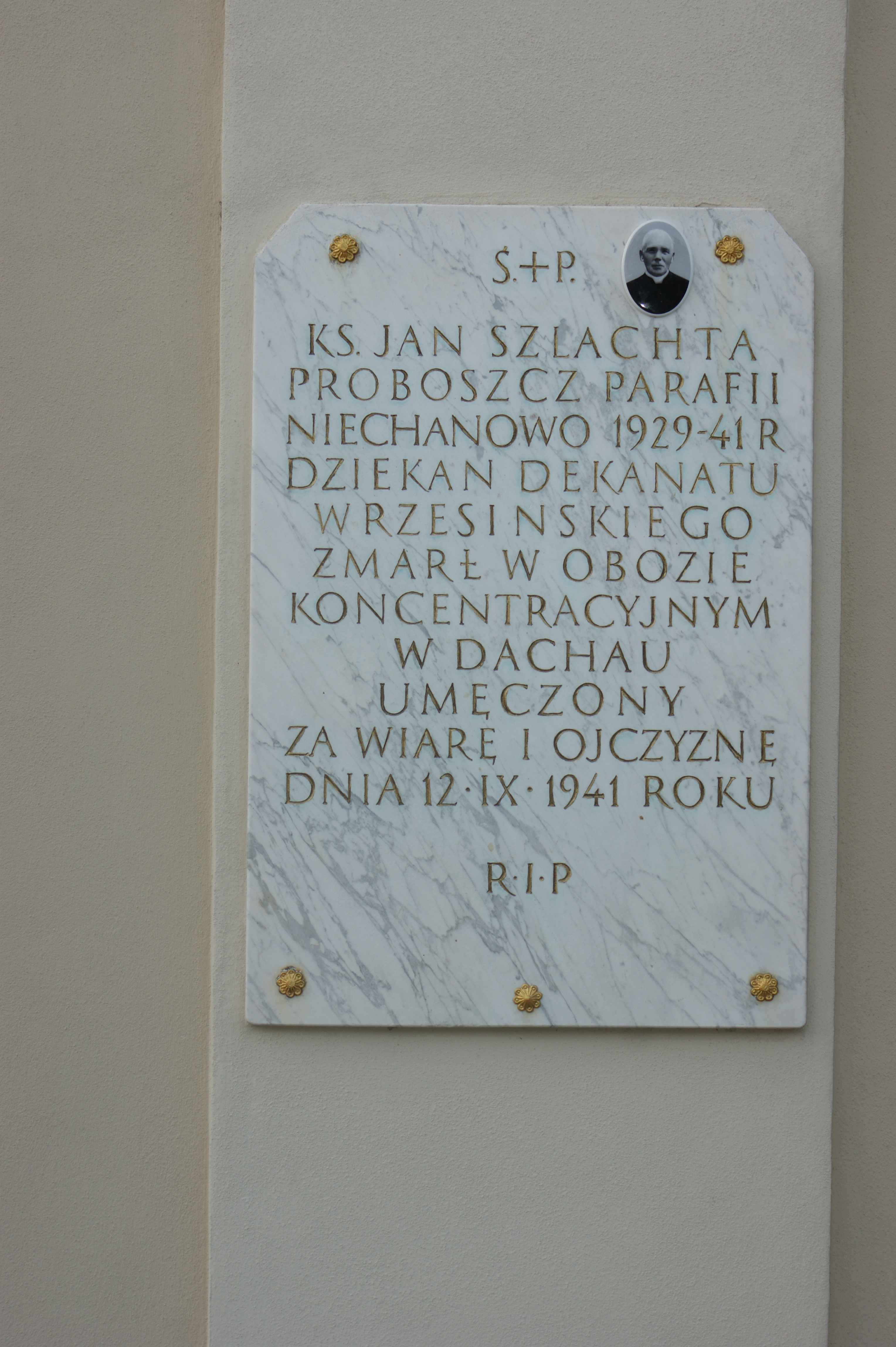
Tablica pamiątkowa w Niechanowie

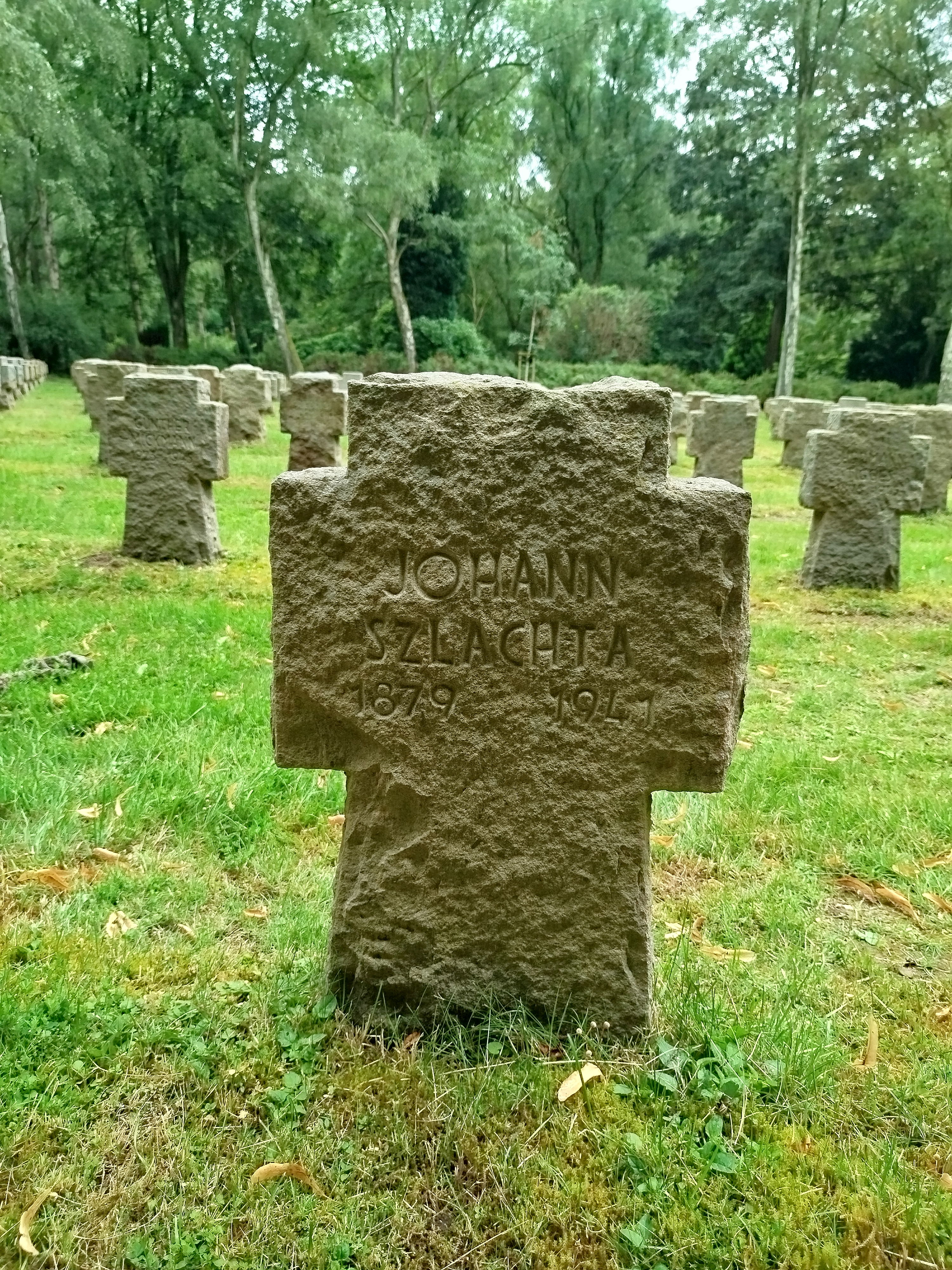
Grób w Dortmundzie

Jan Szlachta (ur. 26 lutego 1879 w Jankowie Zaleśnym, zm. 11 września 1941 w KL Dachau) – polski duchowny rzymskokatolicki, działacz społeczny, proboszcz parafii św. Jakuba w Niechanowie, dziekan wrzesiński, spowiednik i kierownik duchowy prymasa Augusta Hlonda.

## Życiorys
Był synem Marcina i Katarzyny z Leśnych. Szkołę ludową ukończył w Jankowie Zaleśnym. W 1893 roku mając, 14 lat rozpoczął naukę w szkole średniej w salazjańskim zakładzie Valsalice pod Turynem. W 1886 roku wstąpił do nowicjatu salezjańskiego w Foglizzo. 3 października 1897 roku wraz z późniejszym Prymasem Polski Augustem Hlondem złożył śluby wieczyste na ręce bł. Michała Rua. Kontynuował studia na Valsalice i Valdocco w Turynie. W 1900 roku został skierowany jako asystent do Sierocińca Męskiego pw. św. Hieronima Emiliani w Trydencie. Święcenia diakonatu otrzymał 22 marca 1903 roku w Bressanone z rąk biskupa Simona Aichnera. Święcenia prezbiteratu przyjął w Wielką Sobotę 11 kwietnia 1903 roku w kościele seminaryjnym w Trydencie z rąk biskupa Lorenzo Petrisa. W latach 1904–1913 podejmował pracę pedagogiczną jako wychowawca i katecheta w Konwikcie pw. św. Alojzego w Gorycji. W 1913 roku podjął roczną posługę spowiednika w Instytucie Wychowawczym pw. Matki Bożej Wspomożenia Wiernych w Krakowie.
W 1914 roku opuścił Zgromadzenie Salezjańskie i rozpoczął posługę w Archidiecezji Poznańskiej i Gnieźnieńskiej. W latach 1914-1917 posługiwał w Zakładzie św. Łazarza na Górczynie w Poznaniu jako kapelan nieuleczalnie chorych oraz sióstr Miłosierdzia. W latach 1917-1919 jako zastępca proboszcza w parafii pw. św. Andrzeja w Golinie. W latach 1920-1921 jako prefekt i wikariusz w parafii pw. św. Jadwigi w Grodzisku Wlkp. W 1921 roku trafił do Poznania jako rezydent w parafii pw. Bożego Ciała oraz kapelan szpitala i sióstr Elżbietanek na ul. Łąkowej. W tym czasie pełnił również rolę katechety w Prywatnym Gimnazjum pw. Najświętszego Serca Pana Jezusa.
W 1929 roku został mianowany proboszczem parafii pw. św. Jakuba w Niechanowie. W 1933 roku otrzymał nominację na dziekana wrzesińskiego. Obie posługi pełnił aż do męczeńskiej śmierci.

## Działalność społeczna
W latach 1929–1940 rozwinął w Niechanowie liczne stowarzyszenia i bractwa, które cieszyły się sporą liczbą członków. Prowadził duszpasterstwo: Młodych Polek, Koła Włościanek, Papieskiego Dzieła Rozkrzewiania Wiary, Arcybractwa Matek Chrześcijańskich, Akcji Katolickiej, Katolickiego Stowarzyszenia Robotników Polskich, Stowarzyszenia Młodzieży Żeńskiej, Stowarzyszenia Młodzieży Męskiej, Kółka Rolniczego, Róż różańcowych matek, ojców, panien i młodzieńców. Od 1930 do 1939 roku ks. Szlachta organizował w Niechanowie coroczne rekolekcje zamknięte dla profesorów wyższych uczelni, jak i dla intelektualistów katolickich z całej Polski.

## Męczeństwo
Jan Szlachta został aresztowany 26 sierpnia 1940 roku i przewieziony do Szczeglina, a 29 sierpnia 1940 roku przetransportowany do KL Sachsenhausen. Od 14 grudnia 1940 roku był osadzony w KL Dachau (nr obozowy 22349). Z racji podeszłego wieku, bliskiej relacji z prymasem Hlondem i niezłomnej postawy wobec oprawców szczególnie gnębiony, często wystawiany na wiele godzin w lichym odzieniu przed barak. Był otuchą i wsparciem dla obozowych kapłanów. Ks. H. Malak w książce pt. Klechy wspomina go w słowach „cudna postać”. Poddawany eksperymentom medycznym przez 72 dni w obozowym rewirze, zmarł 11 września 1941 roku. Ciało spalono w obozowym krematorium. Prochy zostały złożone przez rodzinę na cmentarzu w Dortmundzie.

## Upamiętnienie
Jan Szlachta jest wymieniony na tablicy kapłanów męczenników w katedrze gnieźnieńskiej oraz na tablicy poświęconej męczennikom na cmentarzu farnym we Wrześni. Dedykowane jego osobie tablice pamiątkowe na kościele w Jankowie Zaleśnym oraz w Niechanowie. 11 września 2018 roku odbył się w Niechanowie dzień pamięci związany ze złożeniem przy kościele ziemi z grobu w Dortmundzie oraz z KL Dachau. W 2024 roku jego imieniem nazwano rondo w historycznej części Wrześni, a w 2025 roku nadano jego imię jednej z ulic w Niechanowie. Jego życie i działalność opisano w książkach pt. Męczennik z Niechanowa, Więcej niż Pamięć, Teraz mogę więcej.